# Carlo Bertini
Carlo Bertini (Padova, 1º gennaio 1949) è un ex cestista italiano.

## Carriera
Ha debuttato in Serie A il 24 ottobre 1971 con la maglia della Gorena Padova, con cui aveva ottenuto la promozione nella stagione 1970-1971; successivamente centrerà una salvezza ma anche una retrocessione.
Nel 1974-1975 gioca ancora nella massima serie con la neopromossa Duco Mestre allenata da Augusto Giomo (con in squadra giocatori quali: Villalta, Buzzavo, Cedolini, Paolo Gracis, Dalla Costa, Quintavalle); a fine stagione Mestre retrocederà in Serie A2, dopo gli spareggi di Genova.
Nella sua carriera ha disputato 3 stagioni in Serie A1, e 4 in Serie A2.

## Palmarès
- Promozione in Serie A1: 1
Gorena Padova: 1970-1971